# Media Resource Locator
Ein Media Resource Locator (MRL) wird in Mediaplayern verwendet, um eine Multimedia-Quelle zu identifizieren und lokalisieren, ähnlich wie eine URL eine Seite im Internet bezeichnet. Ein MRL ist ähnlich wie ein URI aufgebaut. MRLs werden z. B. in den Mediaplayern VideoLAN und Xine verwendet. Dadurch kann zum Beispiel mit einem Befehl in der Kommandozeile als Eingabemedium ein Kapitel einer DVD oder ein Streaming-Format abgespielt werden. Die Syntax der einzelnen Typen ist jedoch nicht standardisiert.
| Media player     | Beispiele | Weblink          |
| ---------------- | --- | ---------------- |
| VLC media player | dvd://[<device>][@<raw device>][@[<title>][,[<chapter>][,<angle>]]] vcd://[<device>][@{E\|P\|E\|T\|S}[<number>]] http://<server address>[:<server port>]/[<file>] rtsp://<server address>[:<server port>]/<stream name> | VLC MRL syntax   |
| Xine             | dvd:/[<DVD_image>\|<device_name>][/<title>.<part>] vcd://[<CD_image>\|<device_name>][@[letter]<number>] | Xine MRL grammar |
| MPlayer          | dvd://[<title>][/<device>] vcd://<track>[/device] dvb://channel |                  |